# Ámbito metropolitano de Lérida

Alto Pirineo y Arán
Barcelona
Campo de Tarragona
Cataluña Central
Gerona
Lérida
Tierras del Ebro

Ámbito metropolitano de Lérida (Àmbit metropolità de Lleida) es uno de los siete ámbitos funcionales territoriales (AFT) definidos en el Plan Territorial General de Cataluña, comúnmente denominados veguerías. Es un área geográfica de media densidad de población situada en el centro-oeste de Cataluña, en torno a la capital de la provincia de Lérida. Según la definición oficial de esta veguería, su población en 1 de enero de 2011 era de 355.575 habitantes, una superficie de 6089 km² y con una densidad de población de 68,39 hab/km². 

## Definición
Lo integran las comarcas de Segriá, Urgel, Plana de Urgel, Las Garrigas, Segarra y Noguera es decir, el conjunto formado por la ciudad de Lérida y su área de influencia en términos económicos y de mercado de trabajo. Fue definida por el Informe sobre la revisión del modelo de organización territorial de Cataluña.
| Comarcas       | Población |
| -------------- | --------- |
| Segriá         | 197.391   |
| Urgel          | 43.896    |
| Plana de Urgel | 33.105    |
| Las Garrigas   | 19.974    |
| Segarra        | 20.996    |
| Noguera        | 40.213    |